# Rzepkowo
Rzepkowo (do 1945 niem. Repkow) – wieś sołecka w Polsce położona w województwie zachodniopomorskim, w powiecie koszalińskim, w gminie Sianów. Wieś folwarczna z zespołem dworsko – parkowym.
Według danych z 30 czerwca 2003 r. wieś miała 270 mieszkańców.
We wsi znajdują się ruiny dworu wzniesionego w latach 1857-1858 przez Johanna Friedricha Ludewiga Hildebranda.